# Jerry McCain
Jerry „Boogie“ McCain (* 18. Juni 1930 in Gadsden, Alabama; † 28. März 2012 ebenda) war ein US-amerikanischer Bluesmusiker an der Mundharmonika.

## Leben
Jerry McCain wurde 1930 als jüngstes von fünf Kindern in Gadsden, Alabama, geboren und begann bereits mit fünf Jahren Mundharmonika zu spielen. Im Jahr 1953 hörte er sein großes Vorbild Little Walter, als dieser mit seinen Aces in Gadsden auftrat. Nach verschiedenen Versionen der Geschichte hat Little Walter ihn mit dem Produzenten Lillian McMurray von Diamond Records bekannt gemacht oder ihn zu seinem ersten Song für Diamond Records inspiriert. Seine erste Single nahm er 1953 für Trumpet Records auf. Bis in die 1970er Jahre nahm er regelmäßig Platten auf, doch blieb ihm der große Durchbruch versagt. Die Aufnahme für Rex Records, She’s Tough/Steady, wurde später von den Fabulous Thunderbirds gecovert, wobei ihr Harpplayer Kim Wilson McCains Harmonikaspiel nachempfunden hat.
Nach Jahren, die er mit weniger bekannten Bands verbrachte, unterzeichnete er einen Plattenvertrag bei Ichiban Records. Im Jahr 2000 veröffentlichte McCain ein All-Star-Album, auf dem er mit Johnnie Johnson, John Primer, Anson Funderburgh, Jimmie Vaughan, Tommy Shannon und Chris Layton (Double Trouble) spielte. Das Werk von McCain wird auch auf der CD von Rhino Records Blues Masters Volume Four: Harmonica Classics gewürdigt, wo er neben Little Walter, Jimmy Reed, Junior Wells, Howlin’ Wolf, Snooky Pryor und George „Harmonica“ Smith mit einem Track vertreten ist.
Seine Heimatstadt würdigt ihren Sohn durch einen eigenen Tag beim alljährlichen Riverfest, einer viertägigen Musikveranstaltung.

## Diskografie (Auswahl)

### Alben
- 1981: Choo Choo Rock – White Label
- 1989: Blues ’n’ Stuff – Ichiban
- 1992: Struttin’ My Stuff – Ichiban
- 1992: Love Desperado – Ichiban
- 1993: I’ve Got the Blues All over Me – Wild Dog
- 1995: Rockin’ Harmonica Bluesman – Wolf Records
- 1995: That’s What They Want: The Best of Jerry McCain – Excello Records[4]
- 1999: Black Blues Is Back
- 2000: This Stuff Just Kills Me – Jericho Records
- 2002: American Roots: Blues – Ichiban
- 2005: Boogie Is My Name [live] – Music Maker
- 2006: Unplugged – Music Maker

### Singles
- 1953: East of the Sun / Wine-O-Wine (mit seinem Bruder Walter McCain am Schlagzeug)
- 1954: Stay Out of Automobiles / Love to Make Up
- 1955: That’s What They Want
- 1955 bis 1957: Run, Uncle John! Run, Trying to Please, My Next Door Neighbor, The Jig’s Up – Excello Records
- 1960: She’s Tough / Steady
- 1965 bis 1968: verschiedene Singles für Jewel Records[5]